# Lawrencega minuta
Lawrencega minuta es una especie de arácnido  del orden Solifugae de la familia Melanoblossidae.

## Distribución geográfica
Se encuentra en Namibia.